# ساری کروکس
ساری کروکس (انگلیسی: Sari Krooks؛ زادهٔ ۲ فوریهٔ ۱۹۶۸) بازیکن هاکی روی یخ اهل فنلاند است.